# Рейн Ланг
Рейн Ланг (ест. Rein Lang; нар. 4 липня 1957, Тарту, Естонія) — естонський політик, член Партії реформ з 1995 року, дипломат. З 6 квітня 2011 до 4 грудня 2013 Міністр культури Естонії.

## Біографія
З 13 квітня 2005 до 5 квітня 2011 був міністром юстиції Естонії, з 21 травня до 4 червня 2009 паралельно займав посаду виконуючого обов'язки міністра внутрішніх справ Естонії.
Батько Ланга був призначений на роботу в радянське посольство в Гельсінкі, тому Рейн Ланг жив у Фінляндії, вивчив фінську мову. Базову освіту здобув у Таллінні, в Таллінському англійському коледжі, закінчив з відзнакою Тартуський університет в 1980 році.